# Dorymyrmex spurius
Dorymyrmex spurius é uma espécie de formiga do gênero Dorymyrmex.